# سیارک ۲۱۴۱۲
سیارک ۲۱۴۱۲ (به انگلیسی: 21412 Sinchanban، نامگذاری:1998FJ67) بیست و یک هزار و چهارصد و دوازدهمین سیارک کشف شده‌است که در ۲۰ مارس ۱۹۹۸ کشف شد.
قدر مطلق سیارک برابر ۱۴.۸ است.